# 4 in Love
4 in Love Fue un grupo de pop mandarín taiwanés femenina. En 2000, BMG contrató a cuatro chicas entre 16 y 19 años de edad y fueron llamadas 4 in love. Ellas son Ling Chia-lin, Huang Hsiao-rou, Yang Cheng-lin, y Chang Chi-huey, sus nombres artísticos son nombres del clima: Rainie (杨丞琳-lluviosa),Sunnie (黃小柔 soleada),Windie (张棋惠 ventosa) y Cloudie (nubada). La estrategia de los nombres fue para promover sus voces de muñequitas, y su mercado como "el primer grupo 3d del mundo" con el costo de treinta millones en dos años. El primer video musical de su primer sencillo fue "Fall in Love", fue el primer video de animaciones por ordenador en tres dimensiones en Taiwán. En 2001, su segundo y último álbum, fue 谁怕谁 ¿Quién teme a quién?, con el cual ganaron un Silver Award en la categoría Mejor Artista más adorada en el Malaysian Golden Melody Awards. Una de sus integrantes (Rainie) participó en el drama llamado Meteor garden elevando la popularidad del grupo, pero fue decayendo, en una sección de fotos y autógrafos solo asistieron un puñado de personas de cientos que esperban, sus canciones, con la excepción de "mil y un deseos" (一千零一個願望), fue la rara vez que entró con éxito a las listas musicales. En el año 2002, el grupo finalmente se disolvió.
| Past members | Cloudie Ling, Sunnie Huang, Rainie Yang, Windie Chang |

## Discografía

### Álbumes
- Fall In Love (27 de noviembre de 2000)
- 谁怕谁  quién teme a quién (19 de julio de 2001)